# 5-я стрелковая дивизия (1-го формирования)
5-я стрелковая дивизия (формирования 1918 года) — общевойсковое соединение РККА ВС РСФСР и Союза ССР до и во время Великой Отечественной войны.
В одно время полное действительное наименование, стрелкового формирования — 5-я стрелковая Витебская Краснознамённая дивизия имени Чехословацкого пролетариата.

## История
По приказу Пензенского губвоенкомата № 24, от 9 июля 1918 года, началось формирование штаба 2-й Пензенской пехотной дивизии (приказ по дивизии № 1 от 9 июля 1918 года). В соответствии с приказом РВСР № 4, от 11 сентября 1918 года, вместо 2-й Пензенской дивизии началось формирование 5-й пехотной дивизии с соответствующим переименованием управления (приказы Приволжского окрвоенкомата № 24, от 23 сентября, и № 65, от 8 октября 1918 года.). 6 октября 1918 года переименована в 5-ю стрелковую дивизию. Приказом РВСР № 2797/559 от 13 декабря 1920 года получила почётное наименование Саратовской, приказом РВСР № 2763/464, от 8 декабря 1921 года, переименована в Витебскую, а приказом РВС СССР № 979, от 26 сентября 1925 года, получила именное наименование — имени Чехословацкого пролетариата.
Дивизия формировалась из 3-х бригад и артиллерийских частей. 13-я бригада (впоследствии 13-й стрелковый полк) формировалась в Глазове Вятской губернии, а один из её полков в Нижнем Новгороде. 14-я бригада (впоследствии 14-й стрелковый полк) была передана из 29-й стрелковой дивизии в июле 1920 года. 15-я бригада формировалась в Пензе, однако все три её стрелковых полка были ранее сформированы в Казани. Артиллерийские части дивизии (впоследствии 5-й артиллерийский полк) формировались в Казани из двух ранее сформированных дивизионов, один из которых был сформирован в Тобольской губернии, второй в Пензе. Политический отдел дивизии был сформирован в селе Царицыно, располагавшемся около Казани.
В январе 1919 года планировалось перебросить дивизию в резерв создаваемого Украинского фронта, однако в связи с активными действиями армий Колчака такое решение не было принято и дивизия осталась в составе Восточного фронта.
Стрелковая дивизия участвовала в операциях против армий Колчака 1919 года: в Бугурусланской (28 апреля — 13 мая) (освобождение Бугульмы), в Сарапуло-Воткинской (25 мая −12 июня) (обеспечение наступления главных сил на Ижевск и Воткинск, выход на левый берег Камы в районе Сарапула), в Пермской наступательной (28 июня — 1 июля) (освобождение Красноуфимска), Екатеринбургской (5—20 июля) (выход на рубеж Нязепетровский, Верхний Уфалей), Челябинской (17 июля — 4 августа) (ликвидация прорыва севернее Челябинска), по освобождению Кургана (14 августа), Петропавловской (20 августа — 4 ноября) (форсирование рек Тобол, Ишим, взятие станции Петухово, бои на петропавловском направлении), Омской (4-16 ноября).
22 апреля 1919 года за успешные боевые действия награждена Боевым Красным Знаменем ВЦИК .
В апреле 1920 года дивизия переброшена в состав Западного фронта, где приняла участие в операциях советско-польской войны 1920 года: Майской (14 мая — 8 июня) (бои в районе Лепель), Июльской (4—23 июля) (форсирование реки Березины, бои за овладение станциями Докшицы, Парафьяново), в Варшавской (23 июля — 25 августа) (форсирование реки Щара, выход на подступы к крепости Модлин, отход с боями в направлении Лида, Гродно, Вилейка); в ликвидации банд на территории Витебской губернии (ноябрь 1920 года — май 1921 года).
С января 1922 года дислоцируется в Полоцке.
В 1933 году в составе дивизии был создан один из первых батальонов особого назначения, переданный в 1936 году в состав 47-й авиадесантной бригады особого назначения.
Во время проведения Мюнхенской конференции в 1938 году советские войска получили приказ готовиться к возможным задачам по защите Чехословакии. Дивизия была включена в состав полоцкой группы и сосредотачивалась в районе Полюдовичи, Слободка, озеро Навлицкое.
К 16 сентября 1939 года сосредотачивается в районе Ореховно, Ветрино в составе 10-го стрелкового корпуса 3-й армии Белорусского фронта для участия в Польской кампании. 17-го сентября наступая от Ветрино через Плиссу достигла Глубокого. 19 сентября 1939 года была переведена в Литву в состав 16-го особого стрелкового корпуса, где дислоцировалась с октября 1939 года по июнь 1940 года. 6-й разведывательный батальон дивизии принял участие в Советско-Финской войне. В июне 1940 года дивизия переведена в состав 11-го стрелкового корпуса. 
Дислоцировалась в Каунасе. Входила в состав 16-го стрелкового корпуса. В мае 1941 года вышла летние лагеря в районе Казлу-Руда.
В действующей армии во время Великой Отечественной войны с 22 июня 1941 года по 5 октября 1942 года.
К началу войны должна была занять позиции по границе с Восточной Пруссией от Немана в районе Юрбурга, имея справа 48-ю стрелковую дивизию до района западнее Пильвишкяй, где слева примыкала 33-я стрелковая дивизия. 48-я стрелковая дивизия не успела выйти к месту назначения, так что фактическим соседом справа стала 125-я стрелковая дивизия.
16 — 19 июня 1941 года передислоцировалась на вверенный рубеж прикрытия границы, однако 22 июня 1941 года развернуться в назначенной 30-километровой полосе не успела: основные силы дивизии остались северо-западнее Каунаса; на границе с севера на юг заняли оборону 3-й батальон 142-го стрелкового полка, 2-й батальон 190-го стрелкового полка и 749-й стрелковый полк. По воспоминаниям генерал-майора П. В. Севастьянова 142-й стрелковый полк развернулся полностью; также на позициях развернулись оба артиллерийских полка. Это согласуется с тем, что 23 июня 1941 года дивизия из-за отсутствия переправочных средств была вынуждена уничтожить материальную часть гаубичного полка и большую часть автотранспорта, следовательно, по крайней мере гаубичный полк успел занять позиции южнее Немана. Штаб дивизии находился в Лукше. Передовые отряды находились на линии Жиле (10 км южнее Юрбург), Добишки, Пеншишки.
В первые часы войны дивизия вступила в бой против наступавшего в её полосе 10-го армейского корпуса 16-й армии Вермахта в составе 30-й и 126-й пехотных дивизий, имея приказ оборонять 1-й, 2-й и 3-й узлы обороны Ковенского укрепленного района на рубеже Шаудыня, Зыкле, Шварпле, в течение полудня сдерживала наступление противника, отдельные её подразделения попали в окружение в районе козловарудских лесов, частично выходили из него. В течение 22—23 июня 1941 года дивизия в тяжёлых условиях отходила к Каунасу, однако, как отмечали немецкие авторы, вполне организованно для таких условий, отбиваясь арьергардами и пресекая попытки окружения с флангов. 23 июня 1941 года позиции дивизии в 08:00 были атакованы в районе Шакяй, с 08:00 до 10:00 были отбиты три атаки.
На 24 июня 1941 года части дивизии находились на западном берегу Немана в роще западнее Румшишкес. Форсировала Неман на подручных средствах и вплавь в 8—10 км юго-восточнее Каунаса. Была направлена на Жосли (12 километров восточнее Кайшядориса) с задачей совместно с частями 84-й моторизованной дивизии уничтожить противника и обеспечить переправу через реку Вилия у Шилан. В отмену предыдущего приказа дивизии была поставлена задача совместно с 270-м корпусным артиллерийским полком оборонять сектор с передним краем Шмотай, Вирбалай, река Вилия.
25 июня 1941 года сосредоточилась в районе Альбертова, Кисьялишкяй, Баштракяй, откуда перешла в наступление на Каунас с востока, смогла выйти на его восточную окраину, однако противник, введя в бой свежую дивизию, отбросил войска дивизии обратно к реке Вилия. 26 июня 1941 года противник перешёл в наступление и смог окружить дивизию на реке Вилия, однако силами 46-го танкового полка дивизия из окружения была вызволена и 27 июня отступала по маршруту Багословишкис, Крикштай, Кривонис, Леванишкис, Позельва с задачей сосредоточиться в районе Крупелишки, Бастуны, Ботаньце. Штаб дивизии должен был расположиться в Жвиняны. 29 июня 1941 года получила приказ отступать по маршруту Виденишкис, Малетай, Рудыльцы, Шныришки, Шишкины, прикрывая отход 16-го стрелкового корпуса с задачей сосредоточиться к утру 30 июня в районе Струженкяй. Из-за опасности встречи с противником, передвигавшимся параллельным курсом вынуждена была отклониться южнее.
30 июня — 1 июля 1941 года отходит из района Колтыняны через станцию Даугелишки, Видзе, Мурмишки, сосредотачиваясь в районе Войнюнцы.
На 5 июля 1941 года находилась в районе Дисна, река Дрисса и совершила марш по шоссе Кохановичи — Себеж — Идрица, имея приказ сосредоточиться в районе Максютино. 6 июля 1941 года была передана в состав 27-й армии. 6—8 июля 1941 года вновь вступает в бои на фронте Долгие Нивы, Дубровка (15 км северо-западнее Идрица), Кузнецовка, затем к 9 июля 1941 года направлена по маршруту Холмово, Мякишево, Лаврихино, Большое Краскино (северо-восточнее Опочки), сосредотачиваясь в районе Ручкино, Пичурино, Кудинково, где опять попала в окружение, снова вышла из него в район Кудевери к 20 июля 1941 года, и заняла оборону восточнее Кудевери, южнее Давыдково, Маслово, за озером Алё.
На 20 июля 1941 года в дивизии ещё оставались два 45-мм и одиннадцать 76-мм орудий, которые располагались в районе Гринево. Ночью с 20 на 21 июля дивизия сосредоточилась у Иваньково. 21 июля обороняла полосу Наумкино, Захарино, озеро Мошно, Лещево, Мастерово. 22 июля 1941 года немецкие войска вновь перешли в наступление и прорвали оборону северо-западнее станции Локня в районе деревень Утехино, Никифоровка. Дивизия занимала фронт обороны: Бочары, Наумково, Дубково, Захарино, Кондратово, Блохи. 23 июля 1941 года дивизия была направлена на ликвидацию прорыва вражеских войск у Погоста Михайлова и вновь основными силами попала в окружение. 24 июля 1941 года оставалась в окружении в районе Хилково, Якольцево, позднее этим же днём в районе Сахново, Хилково, Ескино. Получила приказ прорываться совместно с 23-й, 33-й и 84-й стрелковыми дивизиями на Локню. 25 июля 1941 года командование этих дивизий приняло решение пробиваться южнее Погост Михайлова через Мартюшкино, Гришино, Перелучье, с последующим поворотом на Локню.
Части дивизии с 3 по 4 августа 1941 года вышли к Торопцу перейдя линию фронта в районе Марьино, откуда их железной дорогой отправили в Осташков, оттуда судами по озеру Селигер до Свапуще и затем маршем до деревни Молвотицы, где их встретили представители 27-й армии. Дивизии было приказано сменить 84-ю стрелковую дивизию в районе Корпово, Удубы с приказом наступать на Ямищи с целью выйти на рубеж Рысево — Мамоново.
9 августа наступая на фронте Ямищи — Быково дивизия завязала бои за населённые пункты Рысево, Петрово. 12 августа своим левым флангом переправилась через реку Крутовка и овладела Песочное, Мамоново и Демидово. 13 августа продвинулась до Рысево, Лужки. 14 августа 1941 года дивизия овладела Баланевкой, Рысево и Ратно, а также уничтожила группу противника, прорвавшуюся через её расположение на Каменку. 17 августа дивизия с исходного рубежа Стифоновка — Коломенец пыталась атаковать, но была отброшена. 20 августа 1941 года дивизия смогла незначительно продвинуться в направлении Воронника. 26-27 августа 1941 года дивизия была выведена в резерв, сдав свои позиции 23-й дивизии. За время наступательных боёв был освобожден ряд деревень, советские войска продвинулись на запад на 25—30 километров и пытались организовать новый оборонительный рубеж.
В начале сентября 1941 года последовало мощное немецкое наступление, дивизия была вынуждена отступать. На 8 сентября 1941 года вышла в район Свапуще. 9 сентября 1941 года отступила в район Коковкино, северный берег озера Стерж и закрепилась на рубеже Свапуще — Коковкино. 10 сентября с боями отходила в юго-восточном направлении на Глазуны, оставив Свапуще. 11 сентября 1941 года в результате тяжёлого боя оставила Коковкино. 12 сентября 1941 года дивизия была передана в состав Резервного фронта. 13 сентября 1941 года дивизия получила приказ занять оборонительный рубеж Сенопункт, озеро Стергут, Бельково на заранее подготовленных позициях. Однако дивизия продолжила бои и отступление было осуществлено только 18 сентября на рубеж озеро Стергут, Шелехово. Штаб дивизии расположился в Глазунах. До 2 октября 1941 года дивизия удерживала позиции на рубеже Сенопункт, Шелехово, после чего передала участок обороны 249-й стрелковой дивизии.
В начале октября 1941 года после отвода войск к Осташкову обескровленная дивизия была направлена из района Дягилево, Новосёлки, Струнино на отдых в район Волоколамск, Солнечногорск. Отправка осуществлялась со станции Селижарово с пунктом назначения для стрелковых частей Семлёво, для артиллерийского полка и тыловых частей станция Угра. Однако в связи с тяжелой ситуацией, сложившейся в Калинине эшелон с дивизией был 12 октября 1941 года остановлен и выгружен в этом городе. Дивизия на 13 октября 1941 года состояла из трёх полков и одного артиллерийского дивизиона, имея в своём составе 1964 человека (прибыли только два полка), не имела боеприпасов и ощущала нехватку вооружения. Заняла оборону в районе деревень Даниловское и Трояново на южных подступах к городу, но в ходе немецкого наступления 13 октября 1941 года (со стороны противника действовала 1-я танковая дивизия) была быстро смята и отступила к элеватору на восточной окраине Калинина, понеся большие потери. В ночь на 14 октября 1941 года прибыл задержавшийся 190-й стрелковый полк. 142-й и 336-й стрелковые полки занимали оборону на рубеже Жёлтиково, Никулино, Лебедево, обороняя Старицкое и Волоколамское шоссе; 190-й стрелковый полк сосредоточился в районе школы № 12. Под давлением превосходящих сил противника части дивизии к полудню отошли в центр города и заняли оборону по реке Тьмаке. Упорные уличные бои в южной части Калинина продолжались весь день и ночь. 15 октября 1941 года дивизия окончательно оставила восточные и юго-восточные окраниы Калинина, отошла на рубеж Старая Константиновка, Малые Перемерки, Котово. 15 и 16 октября 1941 года вела бои за Малые и Большие Перемерки, населённые пункты несколько раз переходили из рук в руки. К исходу 16 октября располагалась на фронте Бобачёво, Малые Перемерки, Греблево. 17 октября дивизия не смогла поддержать прорыв фронта противника, осуществленный 21-й танковой бригадой, ограничившись незначительным продвижением. 18 октября дивизия располагалась в районе Малые Перемерки, Бирюлино. К исходу 19 декабря вела наступательные бои в районе Большие Перемерки, Греблево, Белавино, Кольцово. За 5 дней с 14 по 19 октября дивизия потеряла убитыми и ранеными 525 человек. На 22 октября 1941 года вела бои в районе Малых Перемерок — Кольцово — Вишенки — Митяево, медленно продвигаясь к юго-восточным окраинам Калинина. 26 октября 1941 года дивизия вела упорные бои на фронте Малые Перемерки, Греблево, Вишенки. 29 октября 1941 года дивизия освободила Вишенки и продвинулась западнее него. До середины ноября 1941 года дивизия продолжала вести бои под Калининым.
На 15 ноября 1941 года дивизия занимала рубеж по берегу реки Волги в 6 километрах юго-восточнее Калинина, Вишенки, Котово. В этот день немецкие войска вновь перешли в наступление на Москву и вынудили дивизию отойти за Волгу. К утру 16 ноября 1941 года дивизия заняла позиции севернее Московского моря на участке Поддубье, Оршино, Лисицы, Судимирка и отбила все попытки противника переправиться в районе Пасынково, Старое Семёновское. Бои продолжались и в последующие дни (со стороны противника боевые действия вели 129-я и 86-я пехотные дивизии), но дивизия сорвала попытки переправиться через Волгу, в частности 19 и 20 ноября 1941 года. Дивизия обороняла этот участок вплоть до начала декабрьского контрнаступления под Москвой, 4 декабря 1941 года распоряжением Ставки Верховного Главнокомандования № 005292 от 1 декабря 1941 года дивизия была выведена из состава армии и со средствами усиления передана в 31-ю армию Калининского фронта для участия в контрнаступлении под Москвой.
В ходе Калининской наступательной операции дивизия должна была наносить отвлекающий удар в направлении на Смолино, Городище. 5 декабря 1941 года дивизия захватила плацдарм у Старо-Семёновского, заняла Старую Ведерню и Алексино, завязала бои за Городище и Голениху. 6 декабря 1941 года противник четыре раза переходил в контратаку и снова захватил Городище, вынудив дивизию отступить в район Старой Ведерни. 13 декабря 1941 года дивизия овладела Городище, Смолино, Голениха, Воскресенское и вела бой за Миснево.
С 14 декабря 1941 года в составе ударной группировки армии перешла в наступление и вышла на рубеж Труново, Межево, 15 декабря 1941 года взяла Труново, Перхурово, Стариково, Лукьяново, затем её боевой путь лежал через населённые пункты Желнино, Панино, Нестерово. 29 декабря ввод дивизии в бой в районе Гостенево позволил переломить ход продолжительных боёв и прорвать оборону противника. К концу операции дивизия вышла на подступы к Ржеву с востока, в район населённого пункта Асужново, где упёрлась в мощную оборону противника. За время наступления дивизия освободила населённые пункты Мишнево, Сентюрино, Полукарпово, Межинино, Логиново, Лукьяново, Межево, Новенькая, Труново, Перхурово, Лобково. Всего в период Калининской наступательной операции части дивизии освободили 112 населённых пунктов.
30 июля 1942 года в ходе Ржевско-Сычёвской наступательной операции дивизия наносила вспомогательный удар со стороны Волыново, однако прорвать оборону противника ей не удалось. В дальнейшем в ходе операции вела бои в Зубцовском районе Калининской области, вышла на непосредственные подступы к Ржеву, где продолжала бои до октября 1942 года.
5 октября 1942 года приказом народного комиссара обороны № 301 преобразована в 44-ю гвардейскую стрелковую дивизию.

## В составе
| Дата                 | Фронт (округ)                      | Армия              | Корпус (группа)               | Примечания       |
| -------------------- | ---------------------------------- | ------------------ | ----------------------------- | ---------------- |
| сентябрь 1918 года   | Приволжский военный округ          |                    |                               |                  |
| апрель 1919 года     | Восточный фронт                    | 2-я армия          |                               |                  |
| июль 1919 года       | Восточный фронт                    | 5-я армия          |                               |                  |
| ноябрь 1919 года     | Восточный фронт                    |                    |                               | в резерве фронта |
| январь 1920 года     |                                    | 1-я трудовая армия |                               |                  |
| май 1920 года        | Западный фронт                     | 15-я армия         |                               |                  |
| июнь 1920 года       | Западный фронт                     | 3-я армия          |                               |                  |
| декабрь 1920 года    | Западный фронт                     | 16-я армия         |                               |                  |
| июнь 1922 года       | Западный фронт                     |                    | 4-й стрелковый корпус         |                  |
| апрель 1924 года     | Западный военный округ             |                    | 4-й стрелковый корпус         |                  |
| октябрь 1926 года    | Белорусский военный округ          |                    | 4-й стрелковый корпус         |                  |
| июль 1938 года       | Белорусский особый военный округ   |                    | 4-й стрелковый корпус         |                  |
| сентябрь 1939 года   | Белорусский фронт                  | 3-я армия          | 10-й стрелковый корпус        |                  |
| октябрь 1939 года    |                                    |                    | 16-й особый стрелковый корпус |                  |
| июль 1940 года       | Прибалтийский военный округ        | 11-я армия         | 11-й стрелковый корпус        |                  |
| август 1940 года     | Прибалтийский особый военный округ | 11-я армия         | 11-й стрелковый корпус        |                  |
| апрель 1941 года     | Прибалтийский особый военный округ | 11-я армия         | 16-й стрелковый корпус        |                  |
| 22 июня 1941 года    | Северо-Западный фронт              | 11-я армия         | 16-й стрелковый корпус        |                  |
| 1 июля 1941 года     | Северо-Западный фронт              | 11-я армия         | 16-й стрелковый корпус        |                  |
| 10 июля 1941 года    | Северо-Западный фронт              | 27-я армия         | 29-й стрелковый корпус        |                  |
| 1 августа 1941 года  | Северо-Западный фронт              | 27-я армия         | 65-й стрелковый корпус        |                  |
| 1 сентября 1941 года | Северо-Западный фронт              | 27-я армия         |                               |                  |
| 1 октября 1941 года  | Резервный фронт                    | 31-я армия         |                               |                  |
| 1 ноября 1941 года   | Калининский фронт                  | 30-я армия         |                               |                  |
| 1 декабря 1941 года  | Калининский фронт                  | 31-я армия         |                               |                  |
| 1 января 1942 года   | Калининский фронт                  | 31-я армия         |                               |                  |
| 1 февраля 1942 года  | Калининский фронт                  | 31-я армия         |                               |                  |
| 1 марта 1942 года    | Калининский фронт                  | 31-я армия         |                               |                  |
| 1 апреля 1942 года   | Калининский фронт                  | 31-я армия         |                               |                  |
| 1 мая 1942 года      | Калининский фронт                  | 31-я армия         |                               |                  |
| 1 июня 1942 года     | Калининский фронт                  | 29-я армия         |                               |                  |
| 1 июля 1942 года     | Калининский фронт                  | 29-я армия         |                               |                  |
| 1 августа 1942 года  | Калининский фронт                  | 29-я армия         |                               |                  |
| 1 сентября 1942 года | Западный фронт                     | 29-я армия         |                               |                  |
| 1 октября 1942 года  | Западный фронт                     | 31-я армия         |                               |                  |

## Состав

### На сентябрь 1920 года[7]
- Управление (Саратов):
  - Политический отдел

13-я стрелковая бригада (впоследствии 13-й стрелковый полк) формировалась в Глазове Вятской губернии:
- 37-й стрелковый полк
- 38-й стрелковый полк
- 39-й стрелковый полк

14-я стрелковая бригада (бывшая 86-я бригада, впоследствии 14-й стрелковый полк) была передана из 29-й стрелковой дивизии:
- 40-й стрелковый полк (бывший 256-й Рабоче-Крестьянский стрелковый полк 29-й стрелковой дивизии) (расформирован в июле 1922 года)
- 41-й стрелковый полк (бывший 257-й Камышловский стрелковый полк 29-й стрелковой дивизии)
- 42-й стрелковый полк (бывший 258-й (Сводно-)Камский стрелковый полк 29-й стрелковой дивизии)

15-я стрелковая бригада формировалась в Пензе сформирована из полков в Казани:
- 43-й стрелковый «Красного Знамени» полк
- 44-й стрелковый полк
- 45-й стрелковый полк

Артиллерийские части дивизии" (впоследствии 5-й артиллерийский полк) формировались в Казани:
- состояли из 2-х ранее сформированных дивизионов

Дополнительные части:
- Бронепоезд № 56
- 5-й батальон связи

### На 1931 год[9]
- Управление дивизии (Полоцк)
- 13-й Сенненский стрелковый полк (Полоцк)
- 14-й Невельский стрелковый полк (Полоцк)
- 15-й Витебский стрелковый полк (Полоцк)
- 5-й артиллерийский полк (Полоцк)

### В период 1941—1942 гг.
- Управление дивизии
- 142-й стрелковый полк
- 190-й стрелковый полк
- 336-й стрелковый полк
- 27-й артиллерийский полк
- 174-й гаубичный артиллерийский полк (до 8 августа 1941 года)
- 61-й отдельный истребительно-противотанковый дивизион
- 236-я зенитная батарея (324-й отдельный артиллерийский дивизион)
- 427-й миномётный дивизион (с 2 февраля 1942)
- 28-я отдельная разведывательная рота
- 54-й отдельный сапёрный батальон
- 90-й отдельный батальон связи
- 31-й медико-санитарный батальон
- 270-я отдельная рота химической защиты
- 1-й автотранспортный батальон
- 96-я полевая хлебопекарня
- 105-й дивизионный ветеринарный лазарет
- 143-я (11-я) полевая почтовая станция
- 26-я полевая касса Госбанка

## Командиры
- Лепик, Иван Фомич, краском (генерал-майор) — (06.10.1918 — 12.06.1919)
- Карпов, Владимир Фёдорович, краском (полковник) — (12.06.1919 — 05.01.1920)
- Сазонтов, Андрей Яковлевич, краском — (05.01.1920 — 14.01.1920)
- Крайский, Владимир Конрадович[10], краском (штабс-капитан) — (14.01.1920 — 05.04.1920)
- Карпов, Владимир Фёдорович, краском (полковник) — (05.04.1920 — 22.07.1920)
- Грюнштейн, Карл Иванович, краском — (23.07.1920 — 20.08.1920)
- Попович, Владимир Иванович[11], краском (подполковник) — (20.08.1920 — 03.11.1920)
- врид Клёнов, Пётр Семёнович, краском (штабс-капитан) — (03.11.1920 — 13.11.1920)
- Кеппен, Андрей Георгиевич, краском (подполковник) — (13.11.1920 — 14.09.1921)
- Лонгва, Роман Войцехович, краском (штабс-капитан) — (14.09.1921 — 10.1921)
- Колчигин, Богдан Константинович, краском (капитан) — (10.1921 — 1922)
- Мордвинов, Василий Константинович, краском — (февраль — август 1922)
- врид Климовских, Владимир Ефимович, краском (капитан) — (07.1922 — 09.1922)
- Нейман, Константин Августович, краском (прапорщик) — (1922 — 06.1924)
- Клементьев, Василий Григорьевич, краском — (.07.1924 — .12.1925)
- Антонюк, Максим Антонович, краском (поручик) — (11.1925 — 11.1927)
- Кутяков, Иван Семёнович, краском (младший унтер-офицер) — (11.1927 — 08.1928)
- Герасимов, Михаил Никанорович, краском (поручик) — (08.1928 — 12.1930)
- Клочко, Иван Гаврилович, краском (поручик) — (12.1930 — 02.1932)
- Ершаков, Филипп Афанасьевич, краском (подпрапорщик) — (03.02.1932 — 12.1934)
- Толкачёв, Филимон Антонович, комбриг — (01.1935 — 21.06.1937)
- Гусев, Дмитрий Николаевич, полковник (с 17.02.1938 комбриг) — (21.06.1937 — 10.1938)
- Гришин, Михаил Данилович, полковник (10.1938 — 11.1939)
- Горячев, Сергей Георгиевич, комбриг (с 04.06.1940 генерал-майор) — (11.1939 — 09.09.1940)
- Озеров, Фёдор Петрович, полковник — (09.09.1940 — 27.08.1941)
- Светляков, Анисим Илларионович, полковник — (28.08.1941 — 01.11.1941)
- Телков, Пётр Сергеевич, подполковник — (02.11.1941 — 15.11.1941)
- Вашкевич, Владимир Романович, генерал-майор — (16.11.1941 — 20.12.1941)
- Ерошенко, Пётр Савельевич, полковник — (21.12.1941 — 06.02.1942)
- Куприянов, Дмитрий Андреевич, полковник — (07.02.1942 — 15.08.1942)
- Крымский, Николай Алексеевич, полковник — (16.08.1942 — 26.09.1942)
- Куприянов, Дмитрий Андреевич, полковник — (27.09.1942 — 05.10.1942)

## Награды и наименования
- «Саратовская» — Приказ РВСР № 2797/559, от 13 декабря 1920 года.
- «Витебская» (замена наименования «Саратовская») — Приказ РВСР № 2763/464, от 18 декабря 1921 года.
- «Имени Чехословацкого пролетариата» — Приказ РВС СССР № 979, от 26 сентября 1925 года.
- Почётное Революционное Красное Знамя ВЦИК — 2 января 1929 года в честь десятилетия существования.

## Известные люди, связанные с дивизией
1. Матвеев, Виктор Николаевич — в 1918—1921 гг. командир артиллерийской батареи. Впоследствии советский военный деятель, генерал-майор.
2. Белявский, Иван Григорьевич — с июля 1922 года и.д. пом. командира полка и командира батальона 15-го сп, затем командиром роты. С 12.1925 по 01.1930 и.д. начальника 4-го отделения штаба 5 сд.  Впоследствии, советский военачальник, полковник.
3. Березовский, Илья Николаевич — в 1925—1929 гг. командир 13 сп. Впоследствии советский военный деятель, генерал-майор.
4. Шлапаков, Иван Романович — с ноября 1932 года по май 1935 года курсант роты одногодичников 15-го стрелкового Витебского Краснознаменного стрелкового полка. Впоследствии советский партизанский деятель, подполковник.
5. Хаустович, Пётр Сильверстович — в 1935 году проходил службу помощником начальника штаба 15-го стрелкового Витебского Краснознамённого стрелкового полка. Впоследствии, советский военачальник, полковник.
6. Власов, Трофим Леонтьевич — с 1935 года по 1939 год служил командиром и военком 5-го артиллерийского полка. Впоследствии советский военный деятель, генерал-майор.
7. Введенский, Константин Владимирович — с сентября 1940 года по январь 1941 года служил командиром 336-го стрелкового полка. Впоследствии советский военный деятель, генерал-майор.